# Vochysia speciosa
Vochysia speciosa är en tvåhjärtbladig växtart som beskrevs av Johannes Eugen ius Bülow Warming. Vochysia speciosa ingår i släktet Vochysia och familjen Vochysiaceae. Inga underarter finns listade i Catalogue of Life.